# Mort à Memphis (Martin Luther King)
Pour plus de détails, voir Fiche technique et Distribution.
Mort à Memphis (Martin Luther King) est un documentaire de la collection « Assassinats politiques » de Michell Noll, réalisé par Thomas Giefer en 2007, traitant du crime le plus controversé et le plus lourd de conséquences politiques dans l'histoire récente des États-Unis, l'assassinat de Martin Luther King.

## Synopsis
Le 4 avril 1968, à Memphis, un coup de feu part du balcon de l'hôtel Lorraine et blesse mortellement sa cible. Dans l'histoire des États-Unis, l'attentat perpétré contre Martin Luther King est après l'assassinat du président Kennedy, le crime le plus controversé et le plus lourd de conséquences politiques. Il plonge la société dans une crise à la gravité extrême : les ghettos noirs de nombreuses villes brûlent pendant plusieurs jours.
Le FBI, chargé de l'affaire, n'a suivi qu'une seule piste depuis le début : celle d'un détenu évadé, James Earl Ray, qui fut arrêté peu de temps plus tard à Londres. Pourtant, l'opinion doutait déjà que ce n'était pas le poursuivi mais le poursuivant, le président du FBI, J. Edgar Hoover, qui était à l'origine de ce complot.
Depuis plus de 30 ans, James Earl Ray, mourant à la prison de Nashville, purge une peine pour un crime dont même la famille King croit qu'il est innocent. Micro ouvert sur les témoignages.

## Fiche technique
- Titre : Mort à Memphis (Martin Luther King)
- Réalisateur : Thomas Giefer
- Production : ICTV Solférino, Quartier Latin Media
- Langue : français, anglais
- Format : vidéo
- Genre : documentaire politique
- Durée : 52 minutes
- Date de réalisation : 2008

## Réception
Le documentaire fait notamment partie d'une série parue sur France2 et fait l'objet d'un résumé du magazine français Télé-Loisirs[pertinence contestée].
Il fait également le sujet d'une fiche de film de troisl ignes sur la revue Africultures.